# Josip Runjanin
Josip Runjanin (Vinkovci, 8. prosinca 1821. – Novi Sad, 2. veljače 1878.), bio je hrvatski skladatelj i časnik u austrougarskoj vojsci, uglazbio pjesmu Antuna Mihanovića Horvatska domovina, koja je 1891. godine proglašena hrvatskom himnom pod naslovom Lijepa naša domovino.

## Životopis
Josip Runjanin rođen je u Vinkovcima, gdje je i kršten, u pravoslavnoj crkvi Silaska Svetog Duha. Cincarskoga je podrijetla od prebjega iz Srbije, grčko istočne vjere. Školu je pohađao u Vinkovcima i Srijemskim Karlovcima, a nakon toga odlučio se za vojničko zvanje.

### Časnička služba
Godine 1847. služio je kao kadet u 10. "Banskoj" graničarskoj pješačkoj pukovniji pod zapovjedništvom pukovnika Josipa Jelačića. U siječnju 1848. godine postao je kadet-časnički zamjenik, a u svibnju zastavnik, te u rujnu iste godine poručnik. U rujnu 1849. godine unaprijeđen je u čin natporučnika, a satnik je postao u travnju 1857. godine. Deset godina nakon toga dobiva čin bojnika, a 1871. godine unaprijeđen je u čin potpukovnika i umirovljen. Poznato je kako je između 1848. i 1866. godine sudjelovao u četiri ratna pohoda u Italiji, te da se u svojoj 43-oj godini oženio kćerju umirovljenog satnika Tome Perakovića. Kao predstavnik Prve banske pukovnije ušao je 1865. godine u Hrvatski sabor. Nakon umirovljenja povukao se iz javnoga života i nakon toga živio je u Novome Sadu do smrti. 
Umro je 2. veljače 1878. godine, a pokopan je u Novome Sadu na pravoslavnom tzv. Uspenskom groblju.

## Skladanje hrvatske himne
Runjanin je glazbenu izobrazbu stekao kod vojnoga kapelnika u Glini, a svirao je i glasovir. Kao carski kadet služio je u Glini gdje je često zalazio u društvo ilirskih rodoljuba koji su održavali književne skupove i čitali radove ilirskih pisaca. Ondje je Runjanin prvi put čuo Mihanovićevu pjesmu "Horvatska domovina". Nije sasvim sigurno je li Runjanin skladao njezinu melodiju, ali takvo mišljenje se uvriježilo u drugoj polovici 19. stoljeća. Točna godina nastanka nije poznata, ali se obično uzima 1848. godina.
U knjizi Znameniti i zaslužni Hrvati koja je izdana 1925. godine u Zagrebu na str. 232. stoji: “...God. 1840. bivši kadetom u Glini ishitrio je poznatu himnu "Lijepa naša domovina" prema melodiji Donizettieve arije "O sole piu ratto" iz 3. čina opere "Lucia di Lammermoor"...”
Godine 1861. ukajdio je učitelj pjevanja i organist prvostolne crkve u Zagrebu Vatroslav Lichtenegger napjev pjesme. Čim ju je Lichtenegger ukajdio i obradio za muški zbor a glazbeno društvo duhovne mladeži u Zagrebu izdalo u svojim "Sbirkama", pjesma je postala popularnom.
Pjesma je pod nazivom Hrvatska himna prvi puta izvedena prigodom otvorenja Hrvatsko-slavonske izložbe u Zagrebu 1891. godine, kada nijedan od autora više nije bio živ.

## Ostali radovi
- "Ljubimo te Naša Diko (Hrvati svome banu)"[7][8] - pjesma spjevana u čast Josipa Jelačića.[8][9][10]

## Narodnosna pripadnost
Wilhelmine Runjanin kći Josipa Runjanina je za svoje pretke s očeve strane tvrdila, da su se smatrali Hrvatima. Pojedini Srpski autori zaključuju da je Josip Runjanin bio Srbin, međutim Mario Grčević zaključuje da ne postoje primarni izvori u kojima bi Runjanin napisao ili nekome rekao da je Srbin. S druge strane više toga upućuje da je sam sebe smatrao Hrvatom.